# Амстердамський ординар
52°22′23″ пн. ш. 4°53′34″ сх. д. / 52.373055555556° пн. ш. 4.8927777777778° сх. д.Амстердамський ординар (англ. Amsterdam Ordnance Datum), або Амстердамський водомірний пост (нід. Normaal Amsterdams Peil) — ординар, гідрологічний пост у Амстердамі (Нідерланди). Служить висотним датумом для більшої частини Західної Європи, а саме для території Нідерландів, Німеччини, Швеції, Фінляндії та Норвегії.

## Використання

Висотні референсні системи Європи

Споруджений для використання в Нідерландах. У 1879 році його висота була використана для території Пруссії для визначення Нормальнуля. З 1955-го року використовується у інших європейських країнах. У 1990-х роках Амстердамський ординар був використаний як опорний рівень для вирівнювання Об'єднаної Європейської Нівелірної Мережі (UELN), яка в свою чергу призвела до створення Європейської Вертикальної Референсної Системи (EVRS).

## Історія
Меру Амстердама (а також відомому математику) Йоганну Худде після міської повені у 1675 році спало на думку розширити морську дамбу. Для надійного захисту вона повинна була бути вищою на «9 футів і 5 дюймів» (2,87 м). Для точного визначення перевищення він виміряв рівень води в сусідньому морському каналі IJ і порівняв його з рівнем води в каналах всередині самого міста. Він виявив, що рівень води з боку моря в середині літа під час припливу (коли рівень води досягає свого максимуму, не враховуючи штормів) був приблизно таким же, як і рівень, з іншого боку дамби, плюс перевищення у 9 футів і 5 дюймів. Відносно постійний рівень води в каналах Амстердама отримав назву Amsterdams Peil ("рівень Амстердама", AP).
Першочергово було закладено вісім відміток, які представляли собою камінні блоки, закладені у південній стороні каналу IJ. На кожному з каменів була висічена горизонтальна канавка, яка відповідала рівню моря та була підписана написом «ZEE DYKS HOOGHTE» (рівень моря).
Цей рівень був перенесений в інші регіони Нідерландів у 1860 році, замінивши локально використовувані рівні. Під час цього у вимірах виникла помилка, яка була виправлена (нормована) між 1885 і 1894 роками. Результатом цієї роботи і став Амстердамський ординар (Normaal Amsterdams Peil).

## Сучасність

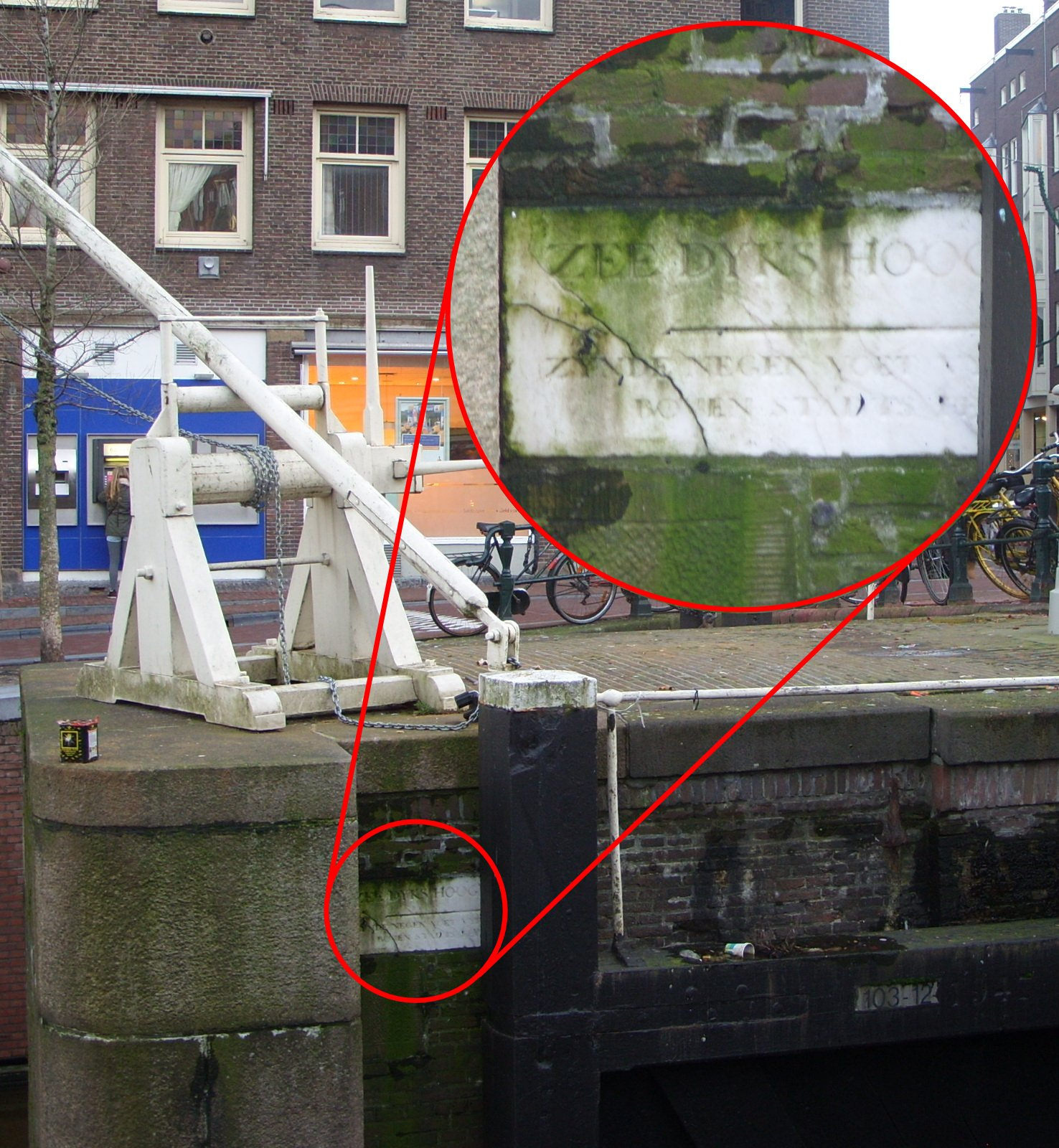
Єдиний знак, встановлений за часів Йоганна Худде, що зберігся до наших днів

Мережа Амстердамського ординара (NAP) складається приблизно з 35 тисяч пунктів, які закріплені, в основному,бронзовими болтами, підписаними «NAP», розміщених в набережних, стінах будівель або на опорах. Крім цього, до мережі також входять 400 підземних пунктів. Висоті всіх точок є визначеними.
В результаті підземних рухів відбуваються постійні зміни місцеположення пунктів NAP. Щонайменше раз у 10 років проводиться визначення висоти більшості точок.
Кілька точок Амстердамського ординара мають важливе культурне та технічне значення:
- Бронзовий болт, закріплений на 22-ох метровому стовпі, закопаному у ґрунт. Він знаходиться на Площі Дам, а висота його верху становить 1,43 м над ординаром.
- Латунна табличка в Амстердамській Стопері (будівля, що поєднує мерію і оперний театр). Наукового значення та використання не несе, виконуючи лише туристичні та адміністративні функції.
- «Hudde-stenen» — єдиний збережений до наших днів знак, встановлений за часів Йоганна Худде. З 1867 року не використовувався як датум під час вимірів. У 2007 році знову включений до складу Амстердамського ординара. За допомогою вимірів встановлена його висота, яка становила 2,615 м. н.р.м., тобто на 61 мм нижче, ніж в 1683 році.[2]

## Екстремуми
- Найнижча точка на території Нідерландів лежить в околицях міста Ньюверкерк-ан-ден-Ейссел, її рівень на 6,76 м нижче Амстердамського ординара;
- Найвища точка у Нідерландах, Валсерберг, знаходиться біля кордону із Бельгією та Німеччиною та має висоту 322,20 м над Амстердамським ординаром.[3] Для порівняння, висота вежі Gerbrandy Tower, найвищої будівлі країни, становить 366,8 м.